# Jardin Jane-Vialle
Le jardin Jane-Vialle est un parc du 18e arrondissement de Paris.

## Situation et accès
Le site est situé au 122, rue des Poissonniers.

## Historique
Le parc a été inauguré en 2014 sous le nom de square du 122 rue des Poissonniers.
Le 19 novembre 2021, le jardin est renommé en mémoire de Jane Vialle (1906-1953), journaliste, résistante et femme politique française.

## Équipements
On y trouve deux espaces de jeux : un pour les enfants âgés de 2 à 6 ans et un autre pour les jeunes de 6 à 12 ans.